# Oroclinal
Un oroclinal -del griego "oros" (montaña) "clinos"  (doblar, cerrar)- es en el sentido amplio una curva en una cadena de montañas u orógeno también conocidos como "arco orogénico". El término oroclinal fue introducido por S. Warren Carey en 1955 específicamente para aquellos orógenos que se plegaron posteriormente a su formación. El origen y evolución de los orógenos curvados ha cautivado a numerosos geólogos desde que, prácticamente en los inicios modernos de las ciencias de la Tierra, Edward Suess describiese varias de estas cadenas de montañas curvadas en Das Antliz Erde (traducido al castellano como “La faz de la Tierra”), especialmente la “Rodilla Astúrica” que es como denominó al Oroclinal Ibero Armoricano del oeste de Europa. Sin embargo, y pese a los incipientes esfuerzos de algunos de geólogos, el conocimiento de los orógenos curvados no ha crecido progresivamente desde aquel momento sino que lo ha hecho de manera muy lenta hasta los años 1990, varias décadas después del desarrollo de la tectónica de placas.

## Concepto de Oroclinal
Desde las primeras descripciones de orógenos curvados se han desarrollado múltiples hipótesis sobre los diferentes mecanismos que los pueden producir. En consecuencia han aparecido diversas clasificaciones para estas cadenas de montañas curvadas. La mayoría de estas clasificaciones clasifican los orógenos curvados en función del mecanismo tectónico que los produce. Este tipo de clasificaciones hace imposible clasificar un oroclinal hasta que se sabe cómo se ha formado. En la actualidad se utiliza mayoritariamente una clasificación de tipo cinemática, es decir, fundamentada en cuándo se produce la curvatura. Esta clasificación diferencia tres clases distintas de orógenos curvados:
1. Arcos orogénicos primarios: Los arcos primarios son aquellos orógenos curvados cuya curvatura es heredada, es decir, son arcos que existen previamente a la formación de la cadena de montañas y reflejan características fisiográficas heredadas de los continentes involucrados en el proceso orogénico. Así un ejemplo de formación de estos arcos primarios sería la influencia de una línea de costa irregular, por ejemplo con grandes golfos, durante la colisión. Así se interpreta en la actualidad el caso del Jura en Francia y Suiza. Siguiendo la definición original de Carey, no podemos considerar este caso como oroclinales, aunque en muchos casos se ha hecho.[4]
2. Oroclinales progresivos: Un oroclinal progresivo sería aquel que adquiere toda la curvatura o parte de ella al mismo tiempo que se está formando el orógeno, es decir, se generan durante el proceso en el que se produce el acortamiento que da lugar a una cadena montañosa. Son los más comunes de los tres miembros que forman la clasificación. El ejemplo más espectacular de orógenos curvados de este tipo es el Himalaya que es una cadena de montañas curvada producida por la indentación (indentation) del subcontinente de la India en Eurasia, es decir, por la colisión de una placa de distinto tamaño o con una geometría irregular, como era la India, contra la placa Euroasiática.
3. Oroclinales secundarios: Un oroclinal, tal y como lo describió Carey (1955, pág. 257) es “un sistema orogénico que ha sido doblado en planta en forma de herradura o codo”. Es decir, los oroclinales son el producto de plegar un orógeno que originalmente era cuasi-linear alrededor de un eje vertical. Así, la curvatura adquirida en este caso es producto de un proceso posterior a la orogenia y por lo tanto secundario. Un ejemplo de este tipo de orógenos curvados es el oroclinal de Kazajistán.[5]

## Oroclinales corticales y litosféricos
Para determinar la magnitud de la curvatura orogénica es necesario establecer parámetros que puedan describir la misma de manera inequívoca, en este sentido, el más apropiado es hablar de su longitud de onda y su amplitud. Existen desde pequeños arcos orogénicos de algunos kilómetros de longitud que presumiblemente son formados en procesos epidérmicos (thin-skinned tectonics), es decir, son relativamente superficiales y afectan solo a niveles corticales como son las curvaturas observadas en el cabalgamiento de Moine en Escocia o en el cinturón de pliegues y cabalgamientos de Sevier en Utah, Estados Unidos, hasta grandes arcos orogénicos con cientos o miles de kilómetros de longitud y curvaturas que sobrepasan los 45° y llegan incluso hasta los 180°, a escala continental, como son los Cárpatos o los límites oriental y occidental del Himalaya. Tanto su envergadura como los procesos observados en niveles más profundos de la Tierra en estos últimos, indican que fueron formados mediante procesos que afectaron a toda la litosfera.
Por otra parte, ni la longitud ni la amplitud de la curvatura orogénica son evidencias suficientes para afirmar que una de estos orógenos curvados ha tenido lugar a escala litosférica ya que alguna curvatura de escala kilométrica, como los montes Zagros-Makran en Irán se ha interpretado como el resultado de procesos tectónicos más profundos (thick-skinned tectonics) mientras que la curvatura de cientos de kilómetros en los Apalaches en Norteamérica ha sido explicada a veces como tectónica epidérmica. Por ello es necesario una aproximación multidisciplinar para investigar si un orógeno curvado se produjo a escala litosférica o si, por el contrario, se originó en la corteza superior, con mecanismos de tectónica epidérmica. Estas herramientas pueden variar desde la geofísica tanto en procesos activos como en pasados, la geología estructural, el paleomagnetismo, la geoquímica, la geocronología, la modelización análoga o numérica, la sedimentología y un largo etcétera. Dadas las implicaciones que tiene el estudio de los orógenos curvados, y sobre todo en el caso de los que ocurren a escala litosférica, se puede afirmar que el estudio de los orógenos curvados debe llevarse de una manera completamente interdisciplinar que incluye todas las ramas de las ciencias de la Tierra.

## Ejemplos de oroclinales
- Oroclinal Ibero Armoricano
- Oroclinales de Nueva Inglaterra
- Oroclinales de Alaska
- Oroclinal de Bolivia
- Oroclinal de Tierra de Fuego
- Oroclinal de Vrancea
- Oroclinal de Gibraltar
- Oroclinal de Calabria